# Grb Virovitičko-podravske županije
Grb Virovitičko-podravske županije je grb s crvenom bojom štita, koji je na tri dijela razdijeljen s dvjema srebrnim gredama koje simboliziraju rijeke Savu i Dravu. U osnovi je jednak grbu Virovitičke županije, kojeg je carica Marija Terezija dodijelila županiji 1746. godine. Gledajući od gore prema dolje, u svakom od tri dijela grba nalazi se po jedan simbol: zlatna šestokraka zvijezda, kuna u trku okrenuta prema desno i koso postavljeno zlatno sidro.
Grb je uglavnom zasnovan na povijesnom grbu Kraljevine Slavonije (kuna u trku između dvije srebrne grede i šestokraka zvijezda), ali je dodano sidro za razlikovanje, kao znak nade i vjernosti.

## Poveznice
- Virovitičko-podravska županija
- Virovitička županija